# Bandeira de Guarapuava

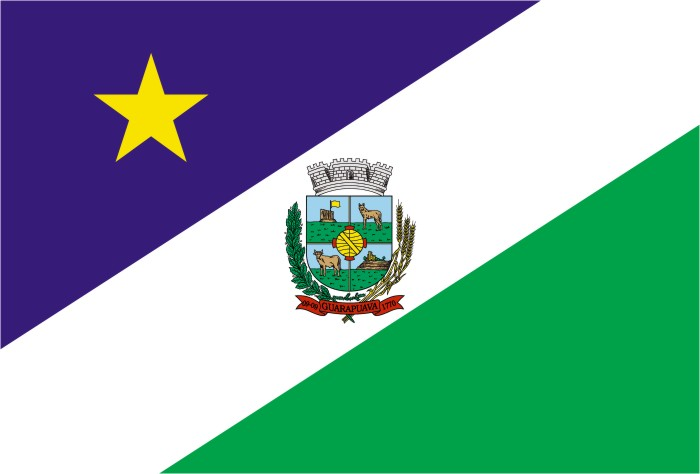
Bandeira de Guarapuava

A Bandeira de Guarapuava criada pela Irmã Maria Auxiliadora P. Marcondes e adotada em 22 de novembro de 1965 é um dos símbolos oficiais do município, ao lado do brasão e do hino e foi reformulada por força da lei ordinária municipal nº 860, de 1999.

## Descrição e significado
A primeira faixa, azul celeste, simboliza a fé cristã. Contém a estrela de Belém, símbolo da proteção da Virgem Maria a Guarapuava, espargindo raios da luz da ciência, da cultura e da civilização.
A segunda faixa, na cor branca, representa a paz e a união dos guarapuavanos. Ostenta um pinheiro, símbolo das florestas do Município.
A terceira faixa em verde, apresenta o "lobo bravo" que deu nome à terra.